# Пріорат (католицизм)

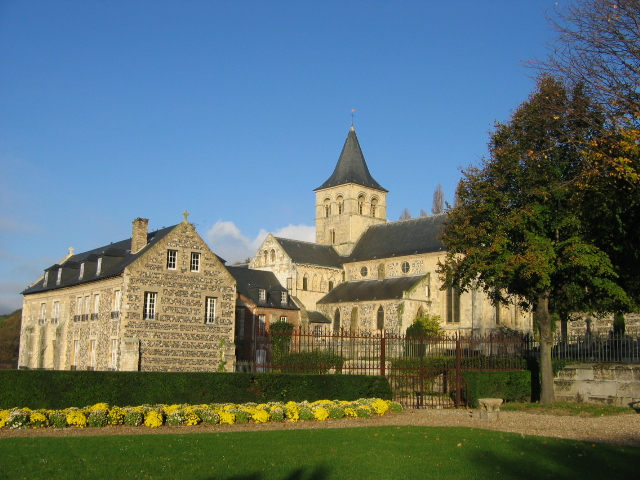
Гравільський пріорат, Франція

Пріорат (лат. Priorat) — термін, який у деяких католицьких чернечих орденах означає чоловічий або жіночий монастир, керований пріором (або пріоресою), підпорядкований відповідному абатству.
Як правило, це невеликі чернечі громади, які не мають власного ігумена, або не мають канонічно необхідної кількості 12 ченців, або з будь-якої іншої причини.
Пріорат перебуває в певній залежності від відповідного абатства, яке керує ним та наставляє в діяльності. Материнські абатства зазвичай засновують пріорати, коли володіють нерухомістю або купують її у віддалених районах.
У пріорат відправляють ченців, які обробляють та керують цим майном, а дохід надходить батьківському абатству. З іншого боку, пріорати часто розростаються — будують свої церкви та монастирі і нерідко згодом набувають статусу самостійних абатств.